# Orthopichonia visciflua
Orthopichonia visciflua är en oleanderväxtart som först beskrevs av Karl Moritz Schumann och Hallier f., och fick sitt nu gällande namn av Vonk. Orthopichonia visciflua ingår i släktet Orthopichonia och familjen oleanderväxter. Inga underarter finns listade i Catalogue of Life.